# Йоганн III Шверінський
Йоганн III Шверінський (нім. Johannes von Schwerin; д/н — 1300) — 4-й архієпископ Ризький в 1294–1300 роках. При ньому почалося відкрите збройне протистояння з Лівонським орденом.

## Біографія
Походив зі Старшого Шверінського дому. Син Гунцеліна III, графа Шверіна, та Маргарити фон Росток. Дата народження невідома, народився, ймовірно, у м. Шверін. З дитинства був присвячений церковній кар'єрі. Перша письмова згадка відноситься до 1267 року, Йоганн на той час був каноніном собору у м. Каммін (Померанія). 1267 року призначено каноніком Шверінського собору, де перебував до 1279 року. 1274 року втратив батька.
1294 року після смерті архієпископа ризького Йоганна II фон Фехта тамтешній капітул обрав новим своїм очільником Йоганна фон Шверіна. Цьому сприяв роду шверінських в Ризькому архієпископстві. Слідом за цим Йоганн вирушив до Риму задля отримання від папи римського Боніфація VIII визнання свого обрання, але той відмовив фон Шверіну. Натомість останній рушив до Риги, де 18 квітня 1295 року був посвячений ризькими соборними сановниками.
1297 року під час відсутності Йоганна III фон Шверіна (перебував у Фландрії) спалахнув конфлікт між Ризьким магістратом та Лівонським орденом через зведений міст через річку Двіну. Представники орден вимагали розібрати міст, при цьому розпочали блокаду Риги. Проте за посередництва соборного капітулу Риги між магістром і магістратом було укладено перемир'я. Невдовзі за наказом магістра Бруно до орденського замку в Ризі було спрямовано загін у 500 вояків. У серпні та вересні за посередництва Йоганна III фон Шверіна перемир'я було продовжено до листопада. Втім невдовзі між лівонськими вояками та містянами почалися сутички. В цій ситуації Йоганн III став на бік ризького магістрату, уклавши союз з Бернгардом I, єпископом Дерпту, Конрадом I, Езель-Віцьким єпископом, литовським князем Вітенем. Допомогу Ризі обіцяв також надати Ерік VI.
Втім лівонський магістр Бруно діяв блискавично: доволі швидко приборкав дерптського і езель-віцького єпископів, а потім захопив Йоганна III фон Шверіна в Турадйському замку, звідки того переведено до орденського замку Феллін. Тут провів близько року, де вимушений був погодитися на умови ордену. Але 1298 року князь Вітень завдав рішучої поразки орденському війську, а сам магістр Бруно загинув. За цих обставин на вимогу папи римського Боніфація VIII архієпископа Ризького було звільнено. Він разом з новим лівонським магістром Готфрідом фон Рогге вирушив на судовий розгляд до Риму. Під час нього помер 1300 року в м. Ананьї.